# Parco regionale dei Campi Flegrei
Il parco regionale dei Campi Flegrei è un'area naturale protetta istituita nel 2003 in attuazione della Legge Regionale della Campania n. 33 emanata il 1 settembre 1993. La popolazione interessata dall'area del parco è di circa 140 000 abitanti.

## Territorio
Il territorio è situato in un'area vulcanica in continua evoluzione, l'archiflegreo. L'ultima eruzione si è verificata nel 1538 (Monte Nuovo) e l'ultima crisi bradisismica nel 1983.
Il carattere vulcanico dei luoghi ha creato notevoli teatri paesaggistici e naturali, con presenza di acque termali di ottima qualità. Notevole è la presenza di particolari sedimentazioni e rocce del tutto peculiari del luogo (tufo e pozzolana).
I terreni vulcanici hanno creato inoltre una campagna fertile la cui produzione più pregiata è rappresentata dal patrimonio di vitigni originari che non hanno subito innesti.
Altra caratteristica che distingue questi luoghi sono i laghi. Alcuni sono di formazione vulcanica (lago d'Averno), mentre altri sono lagunari (lago di Lucrino, lago Miseno, lago Fusaro); hanno caratteristiche di composizione differenti essendo alcuni salmastri (Fusaro) e altri dolci (Averno). Resti di laghi vi sono all'interno dei crateri di Astroni e della Solfatara. Laghi scomparsi sono quello di Agnano e poi il lago di Licola (esistito fino al 1910-1916 a nord dell'acropoli di Cuma).
I Campi Flegrei hanno visto sorgere la più antica città della Magna Grecia, Cumae, (VII,VIII secolo a.C.), che a sua volta ha fondato Napoli. In epoca romana i Campi Flegrei erano un sistema urbano-territoriale di fondamentale importanza, ospitando il porto e la città commerciale di Puteoli, i porti militari di Lucrino e di Capo Miseno, il sistema delle ville imperiali e termali di Baia (Bacoli)-Bauli e la città “greca” di Cuma.
Sono state identificate 3 zone di protezione progressiva: Zona A (Area di riserva integrale); Zona B (Area di riserva generale + riserva marina); Zona C (Area di riserva controllata).

### Zona A - Riserva Integrale
Nelle seguenti zone (a ridotto sviluppo antropico) l'ambiente naturale è tutelato nella sua integrità con la stretta osservanza dei vincoli legislativi:
- Nisida;
- Astroni;
- Monte Nuovo;
- Solfatara;
- Punta Penna.

### Zona B - Riserva generale
Tutela attiva delle seguenti zone:
- Coroglio;
- Cratere Senga;
- San Gennaro, Solfatara, Pisciarelli;
- Campiglione, Monte Barbaro;
- Lago d'Averno, Lago di Lucrino, Monte Grillo, Monte Nuovo;
- Cuma, Licola;
- Fondi di Baia, Castello Aragonese di Baia;
- Lago di Miseno, Capo Miseno;
- Lago Fusaro, Cuma;
- P. di Torre Fumo, M. di Vita Fumo, Monte Grillo;
- Scoglio di S. Martino, C. Schiano, S. Vincenzo.

### Zona B - Riserva Marina
- Nisida, Cala Badessa, Gaiola;
- Golfo di Pozzuoli (Lido Augusto), Golfo di Baia;
- Castello di Baia, Trippitello;
- Cento Camerelle, Punta Pennata;
- Miseno, Capo Miseno, Grotta della Dragonara;
- Marina di Vita Fumo;
- Scoglio di San Martino, Torregaveta;

### Zona C - Riserva controllata
Sono incluse tutte le altre aree del Parco perimetrate soggette a riqualificazione urbana e ambientale, promozione e sviluppo economico e sociale.

## Flora
Grazie al clima mediterraneo il parco offre una innumerevole vastità di specie che possono essere divise a seconda del luogo specifico:
- L'origine vulcanica del suolo è causa di terreni prevalentemente acidi: specie acidofile. Lungo le pendici dei crateri, si notano le  modificazioni che la vegetazione ha subito nel corso del tempo. Ad alcune specie tipiche di ambienti aridi caratterizzate da graminacee quali Hyparrhenia hirta e Ampelodesmos mauritanicus,  segue la gariga, costituita da arbusti bassi, talora aromatici, come Helicrisum litoreum e la ginestra.
- Non mancano zone di macchia che ospitano specie sempreverdi quali il mirto, il lentisco, il cisto, l'erica, il leccio e il corbezzolo.
- Nelle dune costiere crescono piante quali: ammofileto, cakileto, cisto, mirto, rosmarino, ginepro.
- Nelle zone più umide è possibile imbattersi in molluschi d'acqua dolce e in vegetazione tipicamente igrofila.
- Sulle coste sabbiose sono presenti specie botaniche come le alofite, adatte al clima ventoso. Altre specie osservabili sono: Cakile maritima, Agropyron junceum, Pancratium maritimum, Anthemis maritima, Ammophila arenaria, Calystegia soldanella, Eryngium maritimum, Cyperus kaili, Echinophora spinosa, Silene colorata.
- La macchia mediterranea contiene numerose specie vegetali: Phillyrea spp., Cistus spp., Juniperus communis, Pistacia lentiscus, Rosmarinus officinalis, Pinus pinaster, Quercus ilex, Rhamnus alaternus, Arbutus unedo.
- La pineta è tipicamente caratterizzara dalle specie: Pinus halepensis, Pinus pinaster, Pinus pinea.

## Fauna
Tra i mammiferi si annoverano: la volpe, la donnola e la faina. Sporadica presenza di lepri e conigli; questi ultimi sono presenti in maggior numero sull'isolotto di Nisida. Gli uccelli in migrazione trovano un luogo di sosta nella zona. Tra le specie annoveriamo: gheppio, lodolaio, rigogolo, cormorano, svasso, moretta tabaccata, beccaccia, torcicollo. Si sottolinea la nidificazione del porciglione (unica località per la provincia di Napoli) e del falco pellegrino. Uno dei punti di avvistamento dei rapaci è situato sulla terrazza panoramica dell'eremo dei Camaldoli situata all'apice dell'omonima collina.